# Strongylura notata forsythia
Strongylura notata forsythia is een ondersoort van de straalvinnige vissen uit de familie van de gepen (Belonidae). De wetenschappelijke naam van de soort is voor het eerst geldig gepubliceerd in 1932 door Breder.